# Comunidad Europea de Defensa

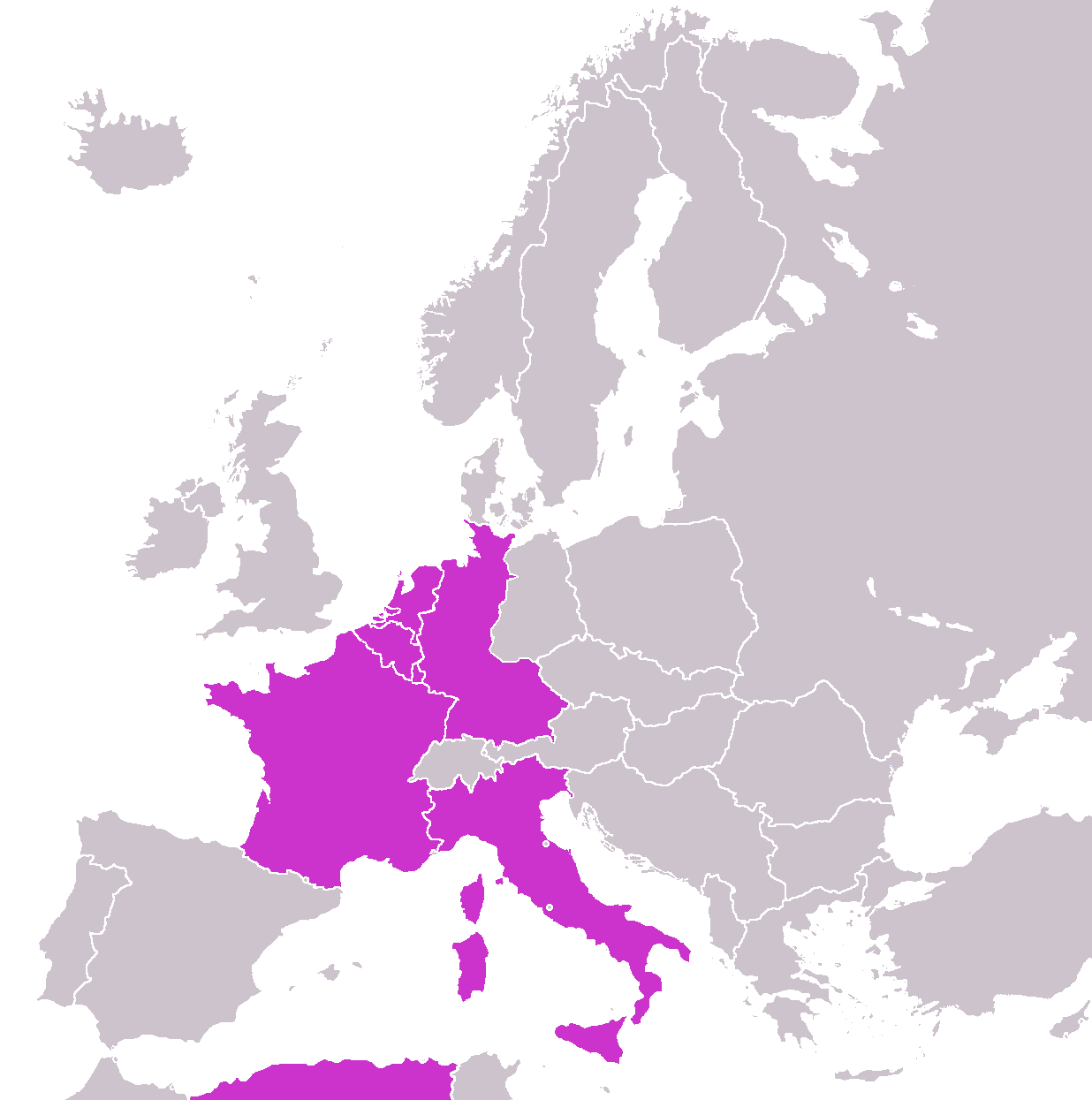
Estados que habrían sido parte de la comunidad de defensa europea según el plan de René Pleven.

La Comunidad Europea de Defensa (CED) fue un proyecto adoptado por los seis países fundadores de la anterior Comunidad Europea del Carbón y del Acero con el fin de dar un paso definitivo en la integración militar y defensiva de Europa. Firmado ya por los representantes de los gobiernos de dichos estados el 27 de mayo de 1952, el proyecto sufrió un vuelco inesperado en su fase de ratificación cuando la Asamblea Nacional francesa denegó, en agosto de 1954, su aprobación definitiva al Tratado constitutivo, a consecuencia de lo cual este jamás entró en vigor y la Comunidad Europea de Defensa no llegó a nacer propiamente. 
La Comunidad, propuesta en 1950 por el jefe de gobierno francés René Pleven con el apoyo de Jean Monnet y también de Robert Schuman, preveía la creación de unas fuerzas armadas europeas que excluían la capacidad de sus estados de dotarse -excepto en algunos casos específicos, previstos en el propio Tratado- de ejércitos autónomos al margen de aquella; de esta manera se excluía la posibilidad de una guerra fratricida como había sido la Segunda Guerra Mundial, a la vez que emergía, en el nuevo escenario de una guerra fría, un nuevo bloque que, aún muy ligado a la OTAN, permitiría conllevar una más fácil relación de convivencia con la expansiva Unión Soviética. El plan fue sólidamente impulsado por los Estados Unidos, que veían en él la única manera viable de garantizar la seguridad en Europa sin necesidad de desplegar allí sus propias tropas, todo ello sin perder su influencia en el continente.
Su hundimiento, causado por la fuerte oposición soberanista del sector gaullista del parlamento galo, supuso un durísimo golpe a la construcción europea desde dentro y trajo consigo el abandono de toda idea de cooperación militar continental formal hasta la entrada en vigor del Tratado de Ámsterdam en 1999, cuando por vez primera los Estados consintieron en incluir un tímido embrión de política común de defensa, la PESD (hoy PCSD).